# Triplectides cephalotes
Triplectides cephalotes là một loài Trichoptera trong họ Leptoceridae. Chúng phân bố ở miền Australasia.